# La figlia del lupo solitario
La figlia del lupo solitario (The Lone Wolf's Daughter) è un film muto del 1919 diretto da William P.S. Earle.
Venne pubblicizzato come il sequel di The Lone Wolf (1917) e di The False Faces (1919).

## Trama
A Londra, un quadro di Corot è oggetto di un'asta al rialzo tra l'esiliato principe Victor e sua moglie, la principessa Sonia, che vi ha nascosto all'interno delle lettere compromettenti. Il quadro, però, viene acquistato da Michael Lanyard, sospettato di essere un famoso ladro internazionale conosciuto come "il lupo solitario". Lanyard consegna a Sonia le lettere e lei, subito dopo, divorzia da Victor, sposando Lanyard. Rimasta incinta, Sonia dà alla luce una figlia ma muore di parto. Anni dopo, la giovane Sonia (che si chiama come sua madre) non conosce la sua origine, ma è convinta di essere la figlia di una cameriera della principessa. Victor, a capo adesso di una banda di malviventi orientali e bolscevichi, dicendole di essere suo padre, porta la ragazza a casa sua, sperando in questo modo di attirare Lanyard. Sonia, in casa di Victor, viene a conoscenza di un piano della banda che consiste nel pompare gas velenoso a Buckingham Palace e nelle case dei ricchi londinesi, un piano che porterà Victor a diventare il dittatore dell'Inghilterra. La ragazza rivela quel progetto criminoso a Roger Karslake, il segretario di Victor di cui lei si è innamorata. Karslake e Lanyard, ambedue agenti infiltrati di Scotland Yard, tra incendi e combattimenti, riusciranno a catturare la gang di banditi.

## Produzione
Il film, prodotto dalla J. Parker Read Jr. Productions, venne girato nei Thomas H. Ince Studios di Los Angeles.

## Distribuzione
Distribuito da W.W. Hodkinson attraverso la Pathé Exchange, il film uscì nelle sale cinematografiche statunitensi, presentato in prima a Chicago il 21 dicembre 1919. A New York, non fu proiettato prima del 18 gennaio 1920. In Danimarca, fu distribuito il 12 settembre 1921 con il titolo Den ensomme Ulv.
Copie della pellicola si trovano conservate in alcuni archivi europei: una copia si trova a Bois d'Arcy, negli Archives du Film du CNC; un'altra, non completa, in quelli di Londra del British Film Institute.